# 钱壬章
钱壬章（1932年—），男，汉族，江苏武进人，中国工程热物理专家，曾任华中工学院教授、博士生导师。